# Ponchos rojos
Ponchos rojos è il nome con cui è chiamata una formazione paramilitare boliviana.
Tradizionalmente, nei villaggi di montagna boliviani, il rosso era un colore solenne, indossato solo in occasioni speciali, come matrimoni ed azioni di guerra, ed era simbolo di potere e saggezza. Gli uomini anziani dai 50 anni in su, erano gli unici ad avere il diritto di portarlo.
Il poncho rosso attraversato da linee nere (huayruru) è diventato successivamente il simbolo di un gruppo armato composto esclusivamente da indios.
Il presidente boliviano Evo Morales, ha deciso di riconoscerli ufficialmente, dandogli il compito di vegliare sui villaggi tra le montagne, e contrastare possibili insurrezioni contro il governo socialista nelle province più ricche del paese.

Dopo molte pressioni da parte di componenti del governo e di personaggi gerarchicamente importanti nell'esercito regolare, Evo Morales si è visto costretto a chiedere che i Ponchos Rojos consegnassero le armi, per la più parte fucili cechi degli anni trenta e Mauser tedeschi.
La reazione del gruppo armato, composto da quasi 100.000 uomini, non è stata del tutto positiva, i fucili più vecchi e mal funzionanti sono stati consegnati al governo in cambio di cibo, ma secondo stime i Ponchos Rojos sono tuttora in possesso di un numero di armi da fuoco che va dalle 30.000 alle 80.000.

I Ponchos Rojos, seguendo l'esempio dell’Ejercito Zapatista de Liberación Nacional attivo nel Chiapas, sud del Messico, stanno rivalorizzando le popolazioni indigene, molto presenti in Bolivia.